# Barron-Gorge-Nationalpark
Der Barron-Gorge-Nationalpark (engl.: Barron Gorge National Park) ist ein Nationalpark im Nordosten des australischen Bundesstaates Queensland. Er liegt etwa 1600 km nordwestlich von Brisbane, rund 14 km nordwestlich von Cairns und 2 km südöstlich von Kuranda. Der Park ist Teil der Wet Tropics of Queensland. Die Kuranda Scenic Railway führt durch den Park und besitzt einen Bahnhof an den Barron-Fällen. Täglich einmal fährt ein Zug in jeder Richtung von und nach Cairns. Das alte Wehr von 1934 ab oberen Ende der Fälle ist vom Aussichtspunkt am Bahnhof aus zu sehen.

## Geländeformen
Die Barron Gorge entstand, wo der Barron River über die östlichen Felsstufen der Atherton Tablelands hinunterstürzt. Die Barron-Fälle bilden eine 25 m hohe Kaskade bis zum Grund der Schlucht. Zwei Wasserfälle – der Stoney-Cteek-Fall und der Surprise-Creek-Fall – liegen an Nebenflüssen des Barron River im Park. Die Hänge der Barron Gorge sind steil, einige davon besitzen einen Neigungswinkel von 45°. Dies beschwor Gefahren beim Bau der Eisenbahnlinie herauf. 23 Menschen starben während des Baus.

## Geschichte
1885 beschrieb der Entdecker Archibald Meston die Barron-Fälle bei Hochwasser, wo die wilden Wasser

„rush together like wild horses as they enter the straight in the dread finish of their last race (…) (where) the currents of air created by the cataract waved the branches of the trees hundreds of feet overhead (…) the rock shook like a mighty steamer tumbling with the vibrations of the screw.“ (dt.: zusammeneilen wie wilde Pferde, wenn sie in die Zielgerade ihres letzten Rennens einbiegen (…) (wo) die Luftwirbel, die vom Katarakt verursacht wurden, die Zweige der Bäume hunderte Meter höher bewegten (…) der Fels wie ein großes Dampfschiff stampfte, das durch die Erschütterungen der Schraube wankte)

1935 wurden die Wasser der Barron-Fälle in der Barron Gorge Hydroelectric Power Station gezähmt und betrieben so das erste Wasserkraftwerk in Queensland. 200 m vom unteren Ende der Barron-Fälle entfernt wurde ein unterirdisches Kraftwerk in den Fels geschnitten. Das Wasser wurde über Röhren auf die Turbinen geleitet, die zwei 1.200 kW-Wechselstromgeneratoren antrieben. Das Umspannwerk, die Werkstätten und die Sozialräume entstanden in der Umgebung und bilden heute die Skyrail-Station.
Das Eigentum am Parkgelände wurde am 17. Dezember 2004 an die alten Eigentümer (Aborigines) zurückübertragen. Für die Besucher hat sich unter den neuen Eigentümern nichts geändert, aber die Aborigines dürfen nun traditionelle, religiöse Zeremonien dort abhalten.

## Flora und Fauna
Vogelnestfarne (Pteridophytum nidularium) und Geweihfarne (Platycerium) wachsen zwischen Lichtnussbäumen, Duboisia, Einheimischen Oliven (Bursaria spinosa) und Falschem Rotem Sandelholz (Adenanthera pavonina) am Boden der Schlucht.
Der Park ist Teil der Wooroonooran Important Bird Area. Diese wurde von BirdLife International klassifiziert, weil sie Lebensraum für eine Reihe endemischer Vogelarten in den Wet Tropics of Queensland ist. Buntpittas und Rotbein-Großfußhühner findet man überall im Park. Den Helmkasuar kann man gelegentlich im Südteil des Nationalparks beobachten. Nachtaktive Tiere sind relativ weit verbreitet, z. B. findet man eine Reihe von Possums und Flughunden, wie auch das Lumholtz-Baumkänguru und den Zwergbeutelmarder.